# Stauffer-Syndrom
Das Stauffer-Syndrom ist eine nichtmetastasenbedingte Dysfunktion der Leber bei Patienten, die an einem Nierenzellkarzinom erkrankt sind. Es wurde erstmals 1961 von Stauffer beschrieben. Dieses paraneoplastische Syndrom zeigt sich bei 3 bis 20 % der Fälle im Sinne einer Erhöhung der alkalischen Phosphatase, bei 67 % zur Verlängerung der Thromboplastinzeit und zur Hypoalbuminämie und bei 20 bis 30 % der Fälle zur Erhöhung des indirekten Bilirubins und der alpha2- und γ-Globuline. Fieber, Gewichtsverlust und Fatigue werden ebenfalls dazugezählt. Naturgemäß müssen Lebermetastasen ausgeschlossen werden. Im Bromsulphthalein-Test kommt es zu einer vermehrten Retention.
Histologisch kommt es beim Stauffer-Syndrom zu einer unspezifischen Hepatitis mit lymphozytären Infiltrat und zu Nekrosezonen. In der Leber kommt es zu einer erhöhten Produktion von Enzymen. Durch operative Entfernung des Primärtumors, in diesem Fall also durch eine Nierenteilresektion oder Nephrektomie kann in 60 bis 70 % der Fälle auch das Stauffer-Syndrom therapiert werden. Persistenz oder Wiederkehr des Stauffer-Syndroms ist vergesellschaftet mit einer schlechten Prognose der Grunderkrankung beziehungsweise mit einem Tumorrezidiv.
Das Stauffer-Syndrom tritt fast ausschließlich bei Patienten auf, die den Primärtumor in der rechten Nieren haben.
Sehr wahrscheinlich ist eine durch den Tumor ausgelöste erhöhte Produktion von Interleukin-6 und Prostaglandinen für die Symptome verantwortlich. Die Ausschüttung dieser Botenstoffe bewirkt eine Freisetzung von Calcium-Ionen durch Osteoklasten.